# Dobryszyce (gromada)
Dobryszyce – dawna gromada, czyli najmniejsza jednostka podziału terytorialnego Polskiej Rzeczypospolitej Ludowej w latach 1954–1972.
Gromady, z gromadzkimi radami narodowymi (GRN) jako organami władzy najniższego stopnia na wsi, funkcjonowały od reformy reorganizującej administrację wiejską przeprowadzonej jesienią 1954 do momentu ich zniesienia z dniem 1 stycznia 1973, tym samym wypierając organizację gminną w latach 1954–1972.
Gromadę Dobryszyce siedzibą GRN w Dobryszycach utworzono – jako jedną z 8759 gromad na obszarze Polski – w powiecie radomszczańskim w woj. łódzkim, na mocy uchwały nr 36/54 WRN w Łodzi z dnia 4 października 1954. W skład jednostki weszły obszary dotychczasowych gromad Galonki, Rożny i Zdania ze zniesionej gminy Ładzice oraz obszary dotychczasowych gromad Dobryszyce kolonia, Zalesiczki, Żaby, Wiewiórów Rządowy (z wyłączeniem części zachodniej po drogę Stawskiego) i Dobryszyce (z wyłączeniem terenów P.K-P.–Blok Dobryszycki) a także wieś Borowiecko i wieś Żarki z dotychczasowej gromady Karkoszki ze zniesionej gminy Dobryszyce w tymże powiecie. Dla gromady ustalono 27 członków gromadzkiej rady narodowej.
31 grudnia 1959 do gromady Dobryszyce przyłączono kolonię Borowa, kolonię Janów i wieś Huta Brudzka ze zniesionej gromady Brudzice.
Gromada przetrwała do końca 1972 roku, czyli do kolejnej reformy gminnej. 1 stycznia 1973 w powiecie radomszczańskim reaktywowano gminę Dobryszyce.